# Agrioceros
Agrioceros é um gênero de traça pertencente à família Agonoxenidae.